# Prêmio Multishow de Música Brasileira 2006
O Prêmio Multishow de Música Brasileira 2006 foi a décima terceira edição da premiação realizada pelo canal de televisão Multishow. Ocorreu em 16 de maio de 2006 e foi transmitido ao vivo do Theatro Municipal do Rio de Janeiro, às 22 horas. O homenageado da noite foi o cantor e compositor Zeca Pagodinho.

## Categorias
| Categoria             | Vencedor                               | Indicados |
| --------------------- | -------------------------------------- | --- |
| Melhor Cantor         | Dinho Ouro Preto                       | - Lulu Santos - Marcelo D2 - Seu Jorge - Zeca Pagodinho |
| Melhor Cantora        | Ana Carolina                           | - Ivete Sangalo - Marisa Monte - Pitty - Vanessa da Mata |
| Melhor Música         | Vanessa da Mata — Ai, Ai, Ai..         | - Ana Carolina e Seu Jorge — É Isso Aí - CPM 22 — Irreversível - Jota Quest — O Sol - Los Hermanos — O Vento                                                                        |
| Melhor Clipe          | Pitty — Memórias                       | - Babado Novo — Bola de Sabão - Hateen — 1997 - Jay Vaquer — Cotidiano de um Casal Feliz - Os Paralamas do Sucesso — Na Pista                                                       |
| Melhor Show           | Ivete Sangalo                          | - Capital Inicial - Charlie Brown Jr. - Jota Quest - Los Hermanos |
| Melhor CD             | Ana Carolina e Seu Jorge — Ana & Jorge | - Charlie Brown Jr. — Imunidade Musical - Los Hermanos — 4 - Marisa Monte — Infinito Particular - Pitty — Anacrônico                                                                |
| Melhor DVD            | O Rappa — Acústico MTV                 | - Ana Carolina e Seu Jorge — Ana & Jorge - Capital Inicial — MTV Especial: Aborto Elétrico - Chico Buarque — Perfil - Chico Buarque - Legião Urbana — Renato Russo - Uma Celebração |
| Revelação             | Marjorie Estiano                       | - Cachorro Grande - Forfun - Leela - Luxúria |
| Melhor Grupo          | Jota Quest                             | - Capital Inicial - CPM 22 - Los Hermanos - O Rappa |
| Melhor Instrumentista | Rodrigo Amarante (Los Hermanos)        | - Frejat (Barão Vermelho) - Japinha (CPM 22) - Marco Túlio (Jota Quest) - Yves Passarell (Capital Inicial)                                                                          |